# Дъглас (окръг, Уисконсин)
Вижте пояснителната страница за други населени места с името Дъглас.
Окръг Дъглас (на английски: Douglas County) е окръг в щата Уисконсин, Съединени американски щати. Площта му е 3833 km², а населението -  44 295 души (1 април 2020). Административен център е град Съпириър.